# احمدآباد (دیواندره)
احمدآباد (دیواندره)، روستایی از توابع بخش سارال شهرستان دیواندره در استان کردستان ایران است.

## جمعیت
این روستا در دهستان کوله قرار دارد و براساس سرشماری مرکز آمار ایران در سال ۱۳۸۵، جمعیت آن ۳۹۶ نفر (۷۲خانوار) بوده‌است.